# Pierrick Chelle
Pierrick Chelle, né le 8 décembre 1989 à Roques (Haute-Garonne), est un joueur de handball français évoluant au poste d'ailier droit.
Il a évolué toute sa carrière professionnelle au sein du Fenix Toulouse Handball : premier match en 2006, il est nommé capitaine en 2013 à seulement 23 ans et le reste jusqu'à la fin de carrière en 2023.

## Biographie
Après avoir commencé le handball au club de Roques-sur-Garonne, Pierrick Chelle rejoint en 2004 à 15 ans à peine le centre de formation du Fenix Toulouse Handball. Par la suite, toujours à Toulouse, il se fait remarquer dans les équipes jeunes, joue ses premiers matchs en championnat de France, signe son premier contrat professionnel en 2007 et devient capitaine de l’équipe dès 2013.

## Palmarès
- Finaliste de la Coupe de la Ligue en 2015 et 2018
- 5e place du Championnat de France en 2014 et 2020